# Forest, Quận Fond du Lac, Wisconsin
Forest là một thị trấn thuộc quận Fond du Lac, tiểu bang Wisconsin, Hoa Kỳ. Năm 2010, dân số của thị trấn này là 1.063 người.